# Frederik Ludvig Bang
Frederik Ludvig Bang (5. januar 1747 – 26. december 1820) var en dansk læge. Han var bror til juristen Oluf Lundt Bang og far til lægen Oluf Lundt Bang. Han var også stedfar til O.H og J.P. Mynster.
Bang blev 1773 doktor, 1774 reservemedikus på Frederiks Hospital, 1775-1800 overmedikus på samme hospital, 1782 designeret og 1800 ordentlig professor. Han var en udmærket lærer, der begyndte at indføre klinisk undervisning for de medicinske studenter. 
Af hans værker blev især Praxis medica systematice exposita, selectis diarii Nosocomii Fredericiani illustrata (1789) og Selecta diarii Nosocomii regii Fredericiani Hauniensis (1789) bekendte. Han var en meget ortodoks religiøs mand, der forfattede flere religiøse afhandlinger.